# 疑惑の夜
『疑惑の夜』（ぎわくのよる）は、飛鳥高の推理小説。1958年に講談社から刊行され、江戸川乱歩賞で最終候補作となった。

## 映画
1959年6月30日に東映系で公開された。モノクロ。シネマスコープ。

### スタッフ
- 企画：根津昇
- 監督：小林恒夫
- 脚本：甲斐久尊
- 原作：飛鳥高
- 撮影：宮島義勇
- 音楽：木下忠司
- 美術：田辺達
- 録音：小松忠之
- 照明：銀谷謙蔵
- 編集：祖田富美夫

### キャスト
- 久里／島：高倉健
- 里子：小宮光江
- 明子：佐久間良子
- 中条：沢彰謙
- 倉本主任：河野秋武
- 鳥居実造：三島雅夫
- 大滝組社長：山形勲
- 尾崎社長：小川虎之助
- タイル屋：中村是好
- 広子：光岡早苗
- 幸江：沢たまき
- 幸江の同僚：伊藤慶子、萩京子
- ホテルのボーイ：杉義一
- 野村：山口勇
- 重役：曽根秀介、志摩栄
- 広子の友人：岡田敏子
- アパートの管理人：檜有子
- 工場現場守衛：打越正八
- 刑事：織本順吉
- 料理屋の芸者：山本緑
- 尾崎の二号：姿年子
- 看護婦：泉美香
- 宝籤売りの婆さん：三好久子
- 営業部長：関山耕司
- 経理部長：片山滉
- タバコ屋の少女：都築みどり
- 工事現場事務係：田川恒夫
- 医師：滝謙太郎
- ストリッパー：奈良あけみ